# Expedició militar

Mapa de l'expedició militar d'Atenes a Sicília de l'any 415 a. C

Expedició militar (derivat del llatí expeditio) és qualsevol empresa de guerra on l'escenari de la batalla es troba separat de la nació o base d'operacions, de manera que es pot considerar tallada qualsevol línia de comunicació. El mar és el màxim obstacle que pot trencar aquesta línia, encara que actualment aquesta circumstància s'ha atenuat, el cos expedicionari s'ha de moure amb total independència de l'estat que el va organitzar i l'ha enviat tan lluny.